# Mirador Izotitla
Mirador Izotitla är en ort i Mexiko.   Den ligger i kommunen Coscomatepec och delstaten Veracruz, i den sydöstra delen av landet, 220 km öster om huvudstaden Mexico City. Mirador Izotitla ligger 1 903 meter över havet och antalet invånare är 101.
Terrängen runt Mirador Izotitla är bergig, och sluttar österut. Runt Mirador Izotitla är det tätbefolkat, med 331 invånare per kvadratkilometer. Närmaste större samhälle är Huatusco de Chicuellar, 15,7 km nordost om Mirador Izotitla. Omgivningarna runt Mirador Izotitla är en mosaik av jordbruksmark och naturlig växtlighet.